# Угон самолёта 1971
Угон самолёта 1971 (кор. 하이재킹; англ. Hijack 1971) — южнокорейский остросюжетный боевик 2024 года, написанный Ким Кён Чаном и снятый Ким Сон Ханом, в главных ролях Ха Чон У, Ё Джин Гу, Сон Дон Иль и Чхэ Су Бин. Фильм основан на попытке угона авиалайнера Korean Air F27 в 1971 году и вышел в кинотеатрах 21 июня 2024 года.

## Сюжет
В декабре 1969 года южнокорейский лётчик истребителя Тхэ Ин перехватывает авиалайнер, захваченный северокорейским агентом. Он отказывается стрелять по самолёту, прежде чем тот достигнет воздушного пространства Северной Кореи, опасаясь за безопасность пассажиров и узнав в пилоте своего друга и бывшего наставника Ён Сука. Самолёт достигает Северной Кореи, и Тхэ Ина выгоняют из ВВС за неподчинение приказам. Позже 39 из 46 пассажиров самолёта репатриируют обратно в Южную Корею, но остальные семь пассажиров и четыре члена экипажа самолёта, включая Ён Сука, в конечном итоге остаются в Северной Корее на неопределённый срок. Позже Тхэ Ин находит работу пилотом в Korean Air.
В январе 1971 года Тхэ Ин и капитан Гю Сик управляют полётом рейса самолёта Fokker F27 из аэропорта Сокчхо в международный аэропорт Кимпхо в Сеуле. После взлёта пассажир Ён Дэ взрывает два самодельных взрывных устройства, одно из которых пробивает дыру в полу салона, ранив нескольких пассажиров и воздушного маршала, а другое разрушает замок на двери кабины, частично ослепляя Гю Сика и заставляя Тхэ Ина взять управление на себя. Ён Дэ берёт под контроль кабину и требует, чтобы пилоты вели самолёт в Северную Корею, угрожая им ножом и другим самодельным взрывным устройством.
Во время турбулентности несколько пассажиров пытаются напасть на Ён Дэ, но ему удается завладеть пистолетом маршала авиации. Тхэ Ин пытается приземлиться на отдаленной взлётно-посадочной полосе, но Ён Дэ угрожает взорвать самолёт; в отместку Ён Дэ стреляет Тхэ Ину в ногу. Ён Дэ объясняет, что он и его семья подверглись остракизму из-за того, что у них был брат из Северной Кореи, и считает, что там с ним будут обращаться лучше.
Самолет перехватывают южнокорейские истребители во главе с бывшим товарищем Тхэ Ина - Дон Чхолем, который предупреждает Тхэ Ина, что северокорейские истребители также приближаются для перехвата. Тхэ Ин переигрывает попытки истребителей сбить его двигатели, и Ён Дэ теряет своё оружие в хаосе. Столкнувшись с ухудшающимися шансами, Тхэ Ин и Гю Сик решают совершить аварийную посадку самолёта на пляже; Ён Дэ пытается вернуть себе управление, но Тхэ Ин сражается с ним, прежде чем Ён Дэ застрелен воздушным маршалом. Когда оставшееся взрывное устройство Ён Дэ взрывается после его смерти, Тхэ Ин использует своё тело, чтобы защитить пассажиров от взрыва, смертельно ранив себя. Гю Сик успешно сажает самолёт на пляже с помощью бортпроводника и умирающего Тхэ Ина. Все пассажиры благополучно эвакуируются, но Тхэ Ин умирает от ран, всё ещё сидя в кабине.

## В ролях
- Ха Чон У – Тхэ Ин, второй пилот гражданского авиалайнера. Его прототипом был Пак Ван-гю, который был первым пилотом во время реального инцидента.[6]
- Ё Джин Гу[англ.] – Ён Дэ, угонщик гражданского самолёта. Его прототипом был Ким Сан Тхэ, террорист, который и стал причиной инцидента.[7]
- Сон Дон Иль[англ.] – Гю Сик, капитан гражданского авиалайнера. Его прототипом был Ли Кан Хын, капитан на момент реального инцидента.[6]
- Чхэ Су Бин[англ.] – Ли Ок Сун, бортпроводница гражданского авиалайнера.[6]
- Ким Дон Ук[англ.] – Чхве Дон Чхоль, пилот истребителя F-5 ВВС США и младший брат Тхэ Ина.
- Чхве Кван Иль – Со Мин Су, второй пилот самолёта YS-11 и старший по званию пилот Тхэ Ина во время его службы в ВВС.
- Ким Чон Су[англ.] — Чан Ён Хван, командир звена ВВС, базирующийся на авиабазе Каннын[англ.].
- Мун Ю Кан – Чан Бэ, сотрудник службы безопасности полётов Korean Air.
- Чон Йе Джин – Ли Су Хи, учительница английского языка на борту самолёта, которая заботится о Хан Боне.
- Мун У Джин – Ли Хан-бон, ученик средней школы Учан, севший в самолёт.
- Лим Се Ми[англ.] – Мун Ён, жена Тхэ Ина.
- Ким Сон Ён[англ.] — Ён Сук, настоятельница Тхэ Ина в ВВС и жена Мин Су, которая была похищена.
- Ким Чуль Юн – Нам Иль, муж, который сел на самолёт, чтобы отправиться в свадебное путешествие.
- Пак Джи Хван[англ.] – представитель аэропорта.
- Пак Су Ён[англ.]* – полицейский.[8]